# 曲傻姑
曲傻姑，平時一般被稱為傻姑，是金庸武俠小說《射鵰英雄傳》和《神鵰俠侶》中的人物。她只有小童的智商，亦有天真開朗的性格。
傻姑蓬頭亂服，髮上插著一枝荊釵。
登場回數:(射)1,23-26,35-36,(神)15-16

## 生平
傻姑是桃花島島主「東邪」黃藥師的大弟子曲靈風（化名「曲三」）的女兒，生母不詳，比郭靖年長數歲。在傻姑出生前後其父已被黃藥師打斷雙腿逐出師門，因此其父雙腿殘廢，幾年後，曲靈風為討黃藥師歡心從而得北重歸師門不惜入宮盜寶，結果被發現，與大內侍衞在曲三酒館密室打鬥之死，在旁偷看的傻姑從此變得痂呆。據《射鵰英雄傳》新修版記載，其父死後，作為鄰居的楊鐵心與包惜弱見傻姑可憐，眼見曲三失蹤，就带了一些吃的去給傻姑，然后把傻姑帶到了包惜弱的娘家紅梅村，讓她父母照顧一下傻姑，後來楊鐡心一家慘遭減門巨變，包惜弱「失蹤」（嫁給金國王爺完顏洪烈），楊鐵心身受重傷，楊鐵心也不能照看傻姑，只能讜傻姑繼續寄居在包母家中，從後來傻姑的行為包母應教曉其基本生活技能，後來包母去世，便回到牛家村，一直獨自居住在臨安牛家村的曲三酒館，估計傻姑平日的生活亦不少得牛家村村民的接濟和幫助。
傻姑约二十歲時，傻姑遇到郭靖、黃蓉、洪七公、周伯通，並收留郭靖與黃蓉在密室中療傷七天七夜，雖然口頭答應協助他們隱瞞，但傻姑瘋瘋癲癲，不自覺洩密有幾次使郭靖與黃蓉身處險境，例如把歐陽克引入密室，幸被黃蓉化解。期間，見證楊康殺害歐陽克，楊康一度打算殺傻姑滅口，但被穆念慈阻止，又把黃蓉遺失的打狗棒誤送給楊康，使楊康一度在丐幫輕風作浪。此前，黃藥師看到在傻姑與金國打手「參仙老怪」梁子翁等人打鬥中使出從父親那裏偷學的桃花島入門功夫「碧波掌法」，加上黃藥師後來從密室中得知曲靈風的死因，在黃蓉的引導下猜出傻姑身世，黃藥師本已後悔把曲靈風趕出師門至死，眼見弟子留下一女，便收養傻姑，彌補過失。傻姑在和師公黃藥師相認後，一直把黃藥師當祖父，以「爺爺」稱呼黃藥師，並被黃藥師帶到桃花島。黃藥師發願要把一身本事傾囊以授，可是傻姑從小就傻傻的頭腦不清，長大後亦未便好，不論黃藥師花了多少心血來循循善誘，總是人力難以回天，別說要學到他文事武功的半成，便要她多識幾個字，學會幾套粗淺武功，卻也萬萬不能。二十年來，傻姑在明師督導之下，卻也練成了一套掌法、一套叉法。所謂一套，其實隻是每樣三招。黃藥師知道什麽變化奇招她決計記不住，于是窮智竭慮，創出了三招掌法、三招叉法。雖然招式簡單，變化不深，但也足以稍為嚇退李莫愁這類高手。
在黃藥師出島期間，她被金國王爺楊康和「西毒」歐陽鋒蠱惑，加上傻姑又想回牛家村，便把江南六怪引到黃藥師夫人的墓室，結果導致江南五怪慘遭楊康與歐陽鋒殺害，只有柯鎮惡逃脫，一度跟著二人離開桃花島。
在嘉興鐵槍廟中，在黃蓉循循善誘下，她道出了楊康與歐陽鋒是殺死江南七怪中其中五怪的真兇，助黃藥師洗脫冤屈：同時又無意暴露楊康是歐陽克的兇手，導致歐陽鋒與完顏洪烈、楊康二人決裂，更間接令楊康中了蛇毒毒發身亡。傻姑亦因此成為江南五怪、楊康、歐陽克之死的重要證人，因此有了後來《神鵰俠侶》楊康死因上「誤導」楊過的一幕，或許在傻姑心中是「姑姑」黃蓉「害死」楊康。
在《神鵰俠侶》提及，郭靖與黃蓉成婚後，傻姑亦繼續在桃花島居住了一段時間，其間也學懂了桃花島的操淺奇門遁甲之術。幾月後，黃藥師性情孤僻、不喜熱鬧，與郭靖、黃蓉同處數月，不覺厭煩起來，傻姑便隨同黃藥師離開桃花島，二人繼續浪跡江湖，期間，黃藥師收到了程英為徒，程英便叫傻姑作「師姐」，傻姑則叫程英為「師妹」，儘管程英名義上年長傻姑一輩，但是傻姑年紀始終比程英大，入門也較早。
在《神鵰俠侶》中，由於自楊康死後傻姑二十年來也心有餘悸，加上神智不清，因此她每次見到楊過的樣貌便誤以為是楊康鬼魂，便不斷自語到：「楊……楊兄弟，你……你別害我……你……你不是我害死的……你去……找別人罷。」，而楊過則從她口中斷斷績績的對白得知父親楊康的死亡「真相」，繼而誤會郭靖與黃蓉夫婦為殺父仇人。
晚年，與程英、陸無雙隱居嘉興。

## 武功
碧波掌法
掌勢如波，重重遞進，雖然淺近，卻已含桃花島武學的基本道理。傻姑只練成掌法，並不會下盤功夫。
三招火叉
獃獃板板，並無變化後着，威力全在功勁之上，常人練武，少則數十招，多則變化逾千，招數雖少，卻也非同小可。
反手掌
傻姑的反手掌是黄药师所授的三招之一，李莫愁成功偷袭傻姑，小臂上却也给她反手拍中，险些连臂骨也给打折了，又惊又痛之下立即遁去，不敢继续进招取她性命。

## 影視形象
《射鵰英雄傳》：
- 陳安瑩：射鵰英雄傳 (1983年電視劇)
- 陳潔儀：射鵰英雄傳 (1994年電視劇)
- 黃小蕾：射鵰英雄傳 (2003年電視劇)
- 王莎莎：射鵰英雄傳 (2008年電視劇)
- 夏梓桐：射鵰英雄傳 (2017年電視劇)
- 劉德熙：金庸武俠世界（2024年電視劇）

《神鵰俠侶》：
- 陳安瑩：神鵰俠侶 (1983年電視劇)
- 陳安瑩：神鵰俠侶 (1995年電視劇)
- 黃淑韵：神鵰俠侶 (1998年電視劇)
- 黃小蕾：神鵰俠侶 (2006年電視劇)
- 郭芮溪：神鵰俠侶 (2014年電視劇)